# شست‌بریده خرسی
شست‌بُریدهٔ خرسی (نام علمی: Colobus vellerosus) نام یک گونه از تیره میمون بر قدیم است.